# L'educazione di Rey
L'educazione di Rey (La educación del Rey) è un film argentino del 2017 scritto e diretto da Santiago Esteves.

## Riconoscimenti
- Festival internazionale del cinema di San Sebastián 2016
  - Premio "Cine en Construcción"[1]

## Distribuzione
Il film è stato distribuito nelle sale cinematografiche italiane il 4 aprile 2019,.